# Rhinocypha moultoni
Rhinocypha moultoni är en trollsländeart som beskrevs av Harry Hyde Laidlaw, Jr. 1915. Rhinocypha moultoni ingår i släktet Rhinocypha och familjen Chlorocyphidae. Inga underarter finns listade i Catalogue of Life.